# اوگنی یانچوفسکی
اوگنی یانچوفسکی (بلغاری: Евгени Валев Янчовски؛ زادهٔ ۵ سپتامبر ۱۹۳۹) بازیکن و مربی فوتبال اهل بلغارستان بود.
وی همچنین در تیم ملی فوتبال بلغارستان بازی کرده‌است.